# Jean-Charles Le Vasseur
Pour les articles homonymes, voir Le Vasseur.
Jean-Charles Levasseur, né le 21 octobre 1734 à Abbeville et mort le 29 novembre 1816 à Paris, est un graveur et éditeur d'estampes français.

## Biographie
Issu d’une famille ancienne du comté de Ponthieu, Levasseur se destina, jeune encore, à la carrière des arts et vint à Paris, à l’âge de dix-neuf ans, étudier la gravure sous Jacques Firmin Beauvarlet puis Jean Daullé. Cherchant à varier sa façon selon le style des divers peintres qui lui confièrent leurs tableaux, il traita successivement le Quos ego, d’après Lépicié ; la Continence de Scipion et les Adieux d’Hector et d’Andromaque, d’après Lemoine ; la Confiance d’Alexandre en son médecin Philippe, d’après Restout, etc.
Il a gravé un portrait de Marie-Antoinette en 1770, d'après des peintures de Joseph Kranzinger et Joseph Ducreux, qui a été publié peu après son mariage avec le Dauphin. En 1771, il fut reçu à l’Académie royale avec Diane et Endymion, d’après Van Loo, comme morceau. Il produisit alors une grande quantité d’ouvrages, qui attestent la précision et l’énergie de son burin. Dessinateur habile, il forma de nombreux élèves qui sont devenus des maitres célèbres. Le peintre qui parait avoir eu sa préférence et dont il a reproduit plusieurs compositions, est Greuze, au nom duquel le sien est en quelque sorte associé. Il publie, entre autres, la Belle-mère, la Veuve de son curé, la Laitière, Thaïs ou la Belle pénitente, le Testament déchiré. Très ami avec lui, Levasseur, consola toujours Greuze dans les chagrins domestiques du peintre célèbre, qui voulut lui donner une preuve de son affection en faisant, comme gage de reconnaissance, son portrait, traité dans le genre flamand. Greuze était jusqu’alors peu connu dans le genre du portrait, mais celui de Le Vasseur, plein de vérité, de force et d’étude, est un de ses chefs-d’œuvre.
Doyen de l’Académie, Levasseur n’ambitionna jamais d’autre place que celle qu’il occupait. Étranger à toute intrigue, il rendit toujours justice au mérite de ses confrères et donna asile à des ecclésiastiques pendant la Révolution, qui lui enleva la plus grande partie de sa fortune. Levasseur n’en continua pas moins de travailler, attendant, en cultivant son art, des temps meilleurs pour mettre au jour ses dernières productions, au nombre desquelles sont : les Quatre Saisons de Collet et une Sainte Famille, de Raphaël Munge, dédiée, en 1814 au cardinal Talleyrand-Périgord. Dans son œuvre, on distingue principalement le Léonard de Vinci mourant dans les bras de François Ier, d’après Ménageot, et le Commerce, d’après Lemonnier.

## Musées et collections publiques

### France
- Abbeville, musée Boucher-de-Perthes : La Jeunesse studieuse d'après Jean-Baptiste Greuze[5], Louis XVI d'après Charles Monnet[6], La Belle mère[7], L'Amour paternel d'après Étienne Aubry[8], La petite marchande de carpes[9], La Sainte Famille avec saint Jean-Baptiste et sainte Anne[10], La Famille du forgeron d'après Le Nain[11], Les différents génies de la sculpture d'après François Boucher[12]
- Dijon, musée Magnin : La Continence de Scipion d'après François Lemoyne[13]
- Dole, musée des beaux-arts : L'Abbé d'Olivet[14]
- Paris, 
  - Bibliothèque nationale de France, Gallica : Epithalame dédié à son altesse royale Monseigneur le comte d'Artois d'après Louis-Simon Boizot[15],  Bienfaisance du roy d'après Jean-Louis Le Barbier[16], Neptune calmant les flots d'après Nicolas-Bernard Lépicié[17], Le Transport des filles de joie à l’hôpital[18], Le Passe-temps des soldats d'après Sébastien Bourdon[19]
  - Musée du Louvre, Département des arts graphiques : Vénus sur les eaux d'après François Boucher[20], Les fruits du ménage d'après François Boucher[21], L'Amour sur les eaux d'après François Boucher[22], La Mort d'Adonis d'après François boucher[23]
- Vizille, musée de la Révolution française : Le Commerce d'après Anicet Charles Gabriel Lemonnier[24], Le Testamnet déchiré d'après Jean-Baptiste Greuze[25]

### Pays-Bas
- Rijksmuseum, Amsterdam : Diane changeant Actéon en cerf d'après Jean-François de Troy[26].

### États-Unis
- National Gallery of Art, Washington : La Laitière d'après Jean-Baptiste Greuze[27]
- San Francisco De Young Museum : L'Amérique indépendante[28]

### Suède
- Stockholm, Nationalmuseum : Les Citrons de Javotte d'après Étienne Jeaurat[29]

## Galerie

Gravures de Jean-Charles Le Vasseur
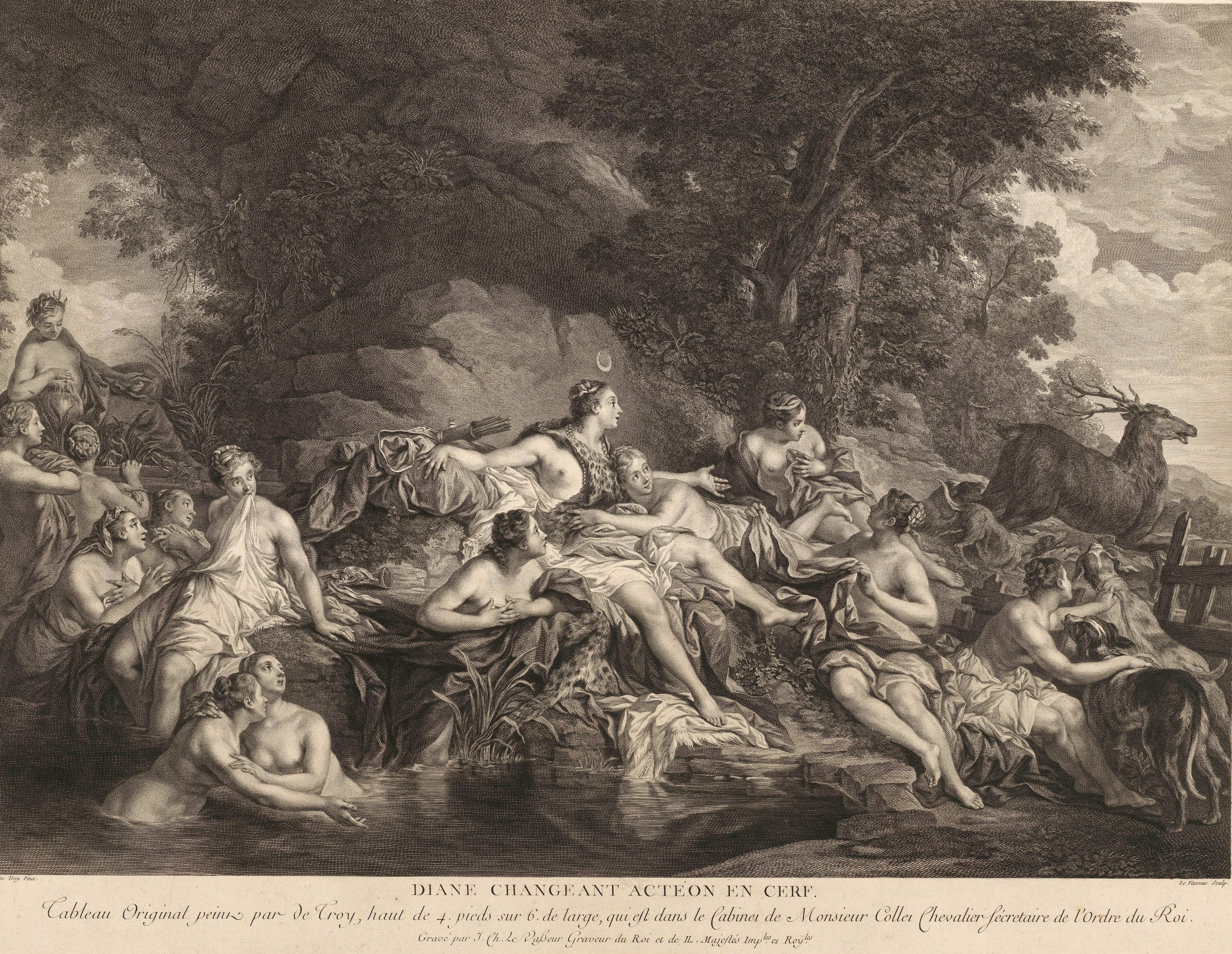
Diane changeant Actéon en cerf d'après Jean-François de Troy
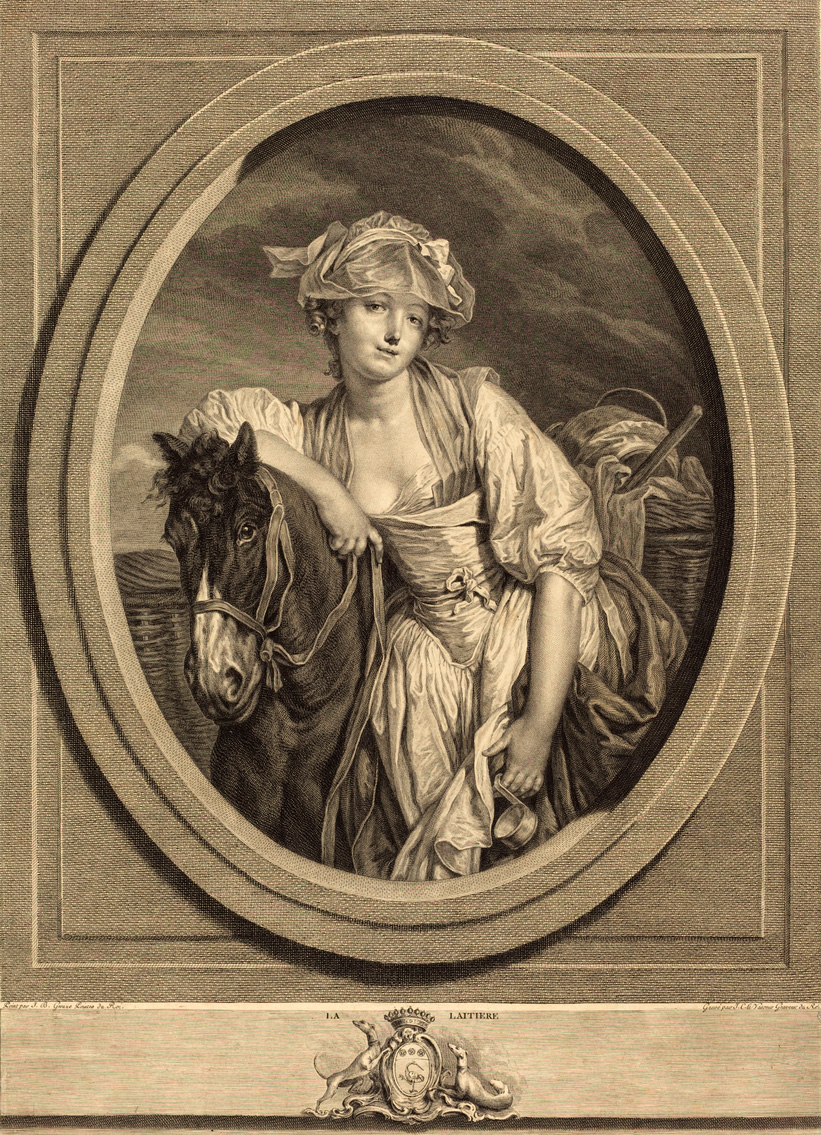
La Laitière d'après Jean-Baptiste Greuze
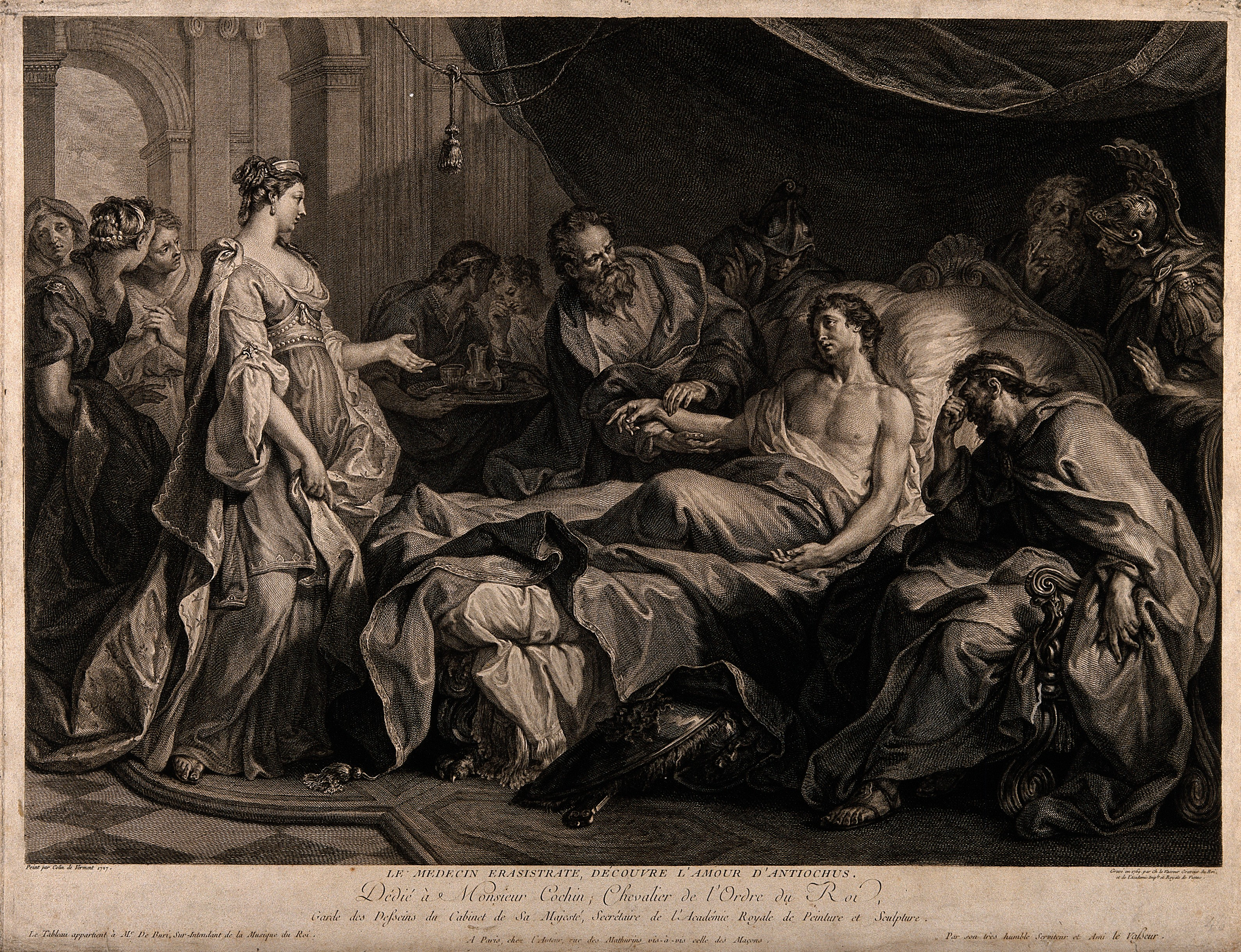
Le médecin Érasistrate découvre l’amour d’Antiochus, d’après Collin de Vermont
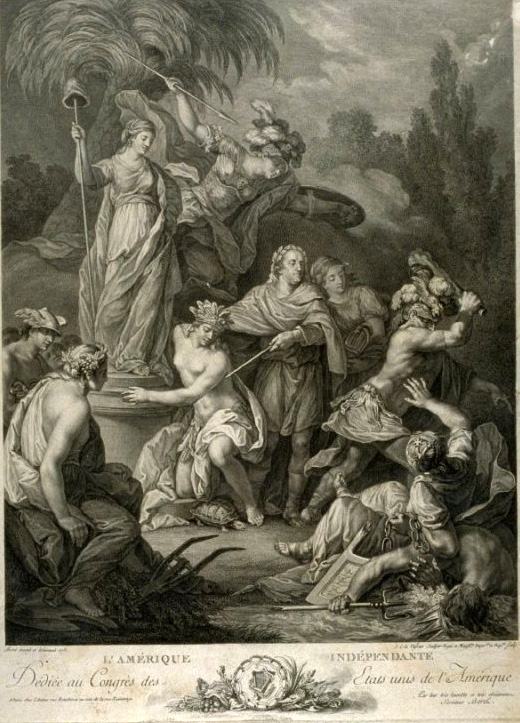
L'Amérique indépendante ou La glorification de Benjamin Franklin

### Bibliothèque
: document utilisé comme source pour la rédaction de cet article.
- Mémorial universel : journal du Cercle des arts, t. 7, Paris, Firmin-Didot, 1822 (lire en ligne).
- Bénézit
- Recueil de l'œuvre de Jean-Charles Le Vasseur, BnF, Paris, département des Estampes et de la Photographie
- Annonces, 1757-1796
- Emile Delignières, Catalogue raisonné de l'œuvre gravé de Jean-Charles Le Vasseur, 1866
- Roger Portalis et Henri Béraldi, Les graveurs du dix-huitième siècle, 1880-1882
- Jacques Lethève et Françoise Gardey, BnF Estampes, Inventaire du fonds français après 1800, 1967, Tome XIV, Lepan-Lys, p. 226